# حاج مصطفى باي
حاج مصطفى باي المدعوا إنكليس هو باي قسنطينة وحاكم بايلك الشرق ضمن أيالة الجزائر في العهد العثماني. امتد حكمه بين سنتي 1798 و1803 ليخلفه فيما بعد عثمان باي بن محمد الكبير باي.